# 제리 스프링거
제리 스프링거(Jerry Springer, 1944년 2월 13일~2023년 4월 27일)는 미국의 텔레비전 진행자이다. 제리 스프링거 쇼를 진행하였다. 텔레비전에서 활동하기 전에는 신시내티 시장(1977~1978)을 지냈다. 본디 이름은 제럴드 노먼 스프링거(Gerald Norman Springer)이다.

## 출연 작품
- 심슨 가족 20주년 스페셜(2010)
- 아메리카스 갓 탤런트(2006)
- 스타와 춤을(2005)
- 더 레이트 레이트 쇼 위드 크레이그 퍼거슨(2005)
- 겟팅 플레이드(2005)
- 도미노(2005)
- 디펜더(2004)
- 지미 키멜 라이브!(2003)
- 시티즌 버딕(2003)
- 플롯 위드 어 뷰(2002)
- 조지 로페즈(2002)
- 슈가 앤 스파이스(2001)
- 더 레이트 레이트 쇼 위드 크레이그 킬본(1999)
- 섹스 애나벨청 스토리(1999)
- 오스틴 파워(1999)
- 링마스터(1998)
- WWE 로우 이즈 워(1997)
- 빅 원(1997)
- 더 데일리 쇼 위드 존 스튜어트(1996)